# Precious (gruppo musicale)
Le Precious sono state una girl band britannica formata nel 1998 e attiva fino al 2000 composta da Louise Rose, Anya Lahiri, Sophie McDonnell, Kalli Clark-Sternberg e Jenny Frost.

## Carriera
Le Precious si sono formate nel 1998 in seguito a un'idea delle amiche Sophie McDonnell e Jenny Frost, che hanno organizzato delle audizioni per trovare le altre tre componenti: Louise Rose, Anya Lahiri e Kalli Clark-Sternberg. Louise Rose ha svolto il ruolo di frontwoman del gruppo.
Il 5 e 7 febbraio 1999 le Precious hanno partecipato a The Great British Song Contest, la selezione nazionale per la ricerca del rappresentante britannico all'Eurovision Song Contest 1999, con la canzone Say It Again. Sono state proclamate vincitrici in quanto hanno ottenuto il numero maggiore di voti dal pubblico, superando di pochissime centinaia di voti la seconda classificata, Alberta Sheriff.
Il 29 maggio hanno cantato Say It Again all'Eurovision a Gerusalemme. Si sono classificate al 12º posto su 23 partecipanti ottenendo 38 punti, il risultato peggiore per il Regno Unito dal 1987 quando Richard Peebles si è classificato 13°. La loro esibizione è stata particolarmente popolare a Malta, dove sono risultate le terze più televotate dal pubblico.
Nonostante lo scarso successo al contest, Say It Again si è rivelata un successo commerciale, raggiungendo il 6º posto nella classifica settimanale dei singoli più venduti nel Regno Unito. Nel corso del 2000 le Precious hanno pubblicato altri tre singoli, che hanno tutti raggiunto la top 50 della classifica britannica: Rewind (11º posto), It's Gonna Be My Way (27º posto) e New Beginning (50º posto).
Il loro album di debutto eponimo è uscito il 20 novembre 2000, ma lo scarso successo commerciale ha portato la loro etichetta discografica, la EMI, ad annullare il contratto. Le cinque ragazze hanno così intrapreso carriere al di fuori della band. In particolare, Jenny Frost sarebbe di lì a poco subentrata a Kerry Katona come terzo membro del fortunato girl group Atomic Kitten.

## Discografia

### Album
- 2000 - Precious

### Singoli
- 1999 - Say It Again
- 2000 - Rewind
- 2000 - It's Gonna Be My Way
- 2000 - New Beginning